# 5150: Home 4 tha Sick
5150: Home 4 tha Sick é um EP do rapper Eazy-E, lançado em 28 de Novembro de 1992 pela Ruthless Records. É seu primeiro lançamento desde o fim do N.W.A. O álbum ficou em 70° na Billboard 200 e em 15° na Top R&B/Hip-Hop Albums.
Only If You Want It foi lançada como single e teve um vídeo clipe.
Neighborhood Sniper também teve um vídeo clipe.
O EP levou disco de ouro pela RIAA em 9 de Fevereiro de 1993 com 417.291 cópias vendidas.
| Críticas profissionais                                                      | Críticas profissionais |
| Avaliações da crítica                                                       | Avaliações da crítica  |
| Fonte                                                                       | Avaliação              |
| --------------------------------------------------------------------------- | ---------------------- |
| Allmusic                                                                    | [ 1 ]                  |
| Esta tabela precisa de ser acompanhada por texto em prosa. Consulte o guia. |                        |

## Faixas
1. "Intro: New Year's E-Vil" – 0:49
2. "Only If You Want It"  – 3:03
3. "Neighborhood Sniper" com Kokane – 5:14
4. "Niggaz My Height Don't Fight" – 3:14
5. "Merry Muthaphuckkin' Xmas" com Menajahtwa, Buckwheat, & Atban Klann – 5:56

## Formação
- Naughty by Nature - Produtor
- Cold 187 um - Produtor
- DJ Yella - Produtor
- Bobby "Bobcat" Ervin - Produtor
- Brian "Big Bass" Gardner - Masterizador
- Donovan Sound - Engenheiro, Mixador
- Dean Karr - Fotografia

## Desempenho nas paradas
Álbum - Billboard (América do Norte)
| Ano  | Parada                 | Melhor posição |
| ---- | ---------------------- | -------------- |
| 1992 | Billboard 200          | 70             |
| 1992 | Top R&B/Hip-Hop Albums | 15             |